# عدد ماركوف

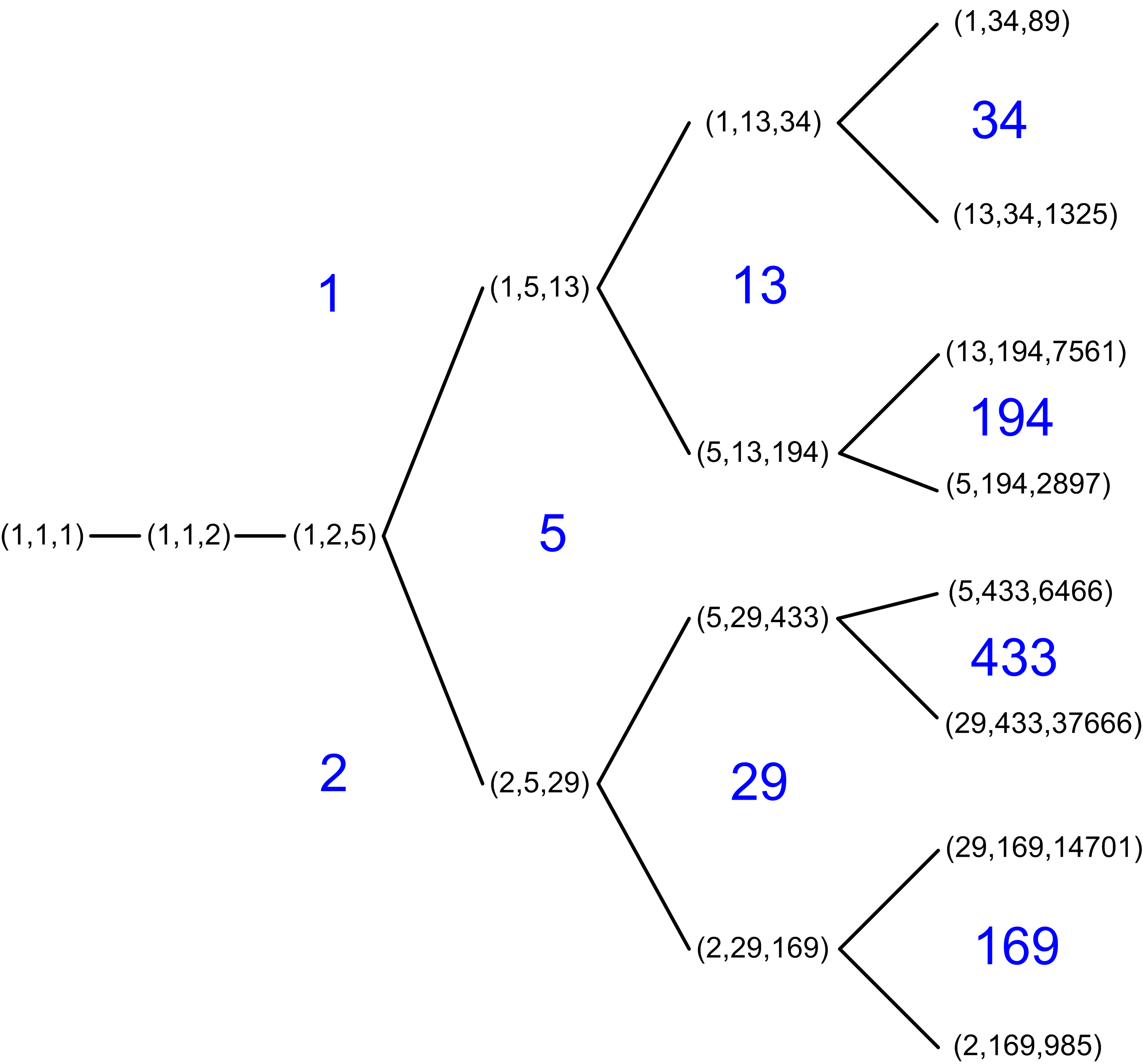
المستويات الأولى لشجرة أعداد ماركوف

عدد ماركوف هو عدد صحيح موجب x أو y أو z، جزءا من حل لمعادلة ماركوف الديوفانتية.